# Tunis Challenger 1983
Il Tunis Challenger 1983 è stato un torneo di tennis facente parte della categoria ATP Challenger Series nell'ambito dell'ATP Challenger Series 1983. Il torneo si è giocato a Tunisi in Tunisia dal 7 al 13 marzo 1983 su campi in terra rossa.

## Vincitori

### Singolare
Henrik Sundström ha battuto in finale  Thierry Tulasne con il punteggio di 6–3, 6–4, 6–2

### Doppio
Per Hjertquist /  Gilles Moretton hanno battuto in finale  Peter Herrmann /  Damir Keretić con il punteggio di 6–4, 6–3